# Pam Dawber
Pam Dawber (Detroit, 18 oktober 1951) is een Amerikaanse film- en televisieactrice.
Dawber begon haar carrière als model in New York. Haar eerste rol speelde ze in 1978 in de film A Wedding. In hetzelfde jaar werd ze bekend naast Robin Williams in de comedy Mork & Mindy. Na het beëindigen van die serie speelde ze nog in diverse andere film- en tv-producties, zoals My sister Sam, tussen 1986 en 1988. Toen een jaar na het stopzetten van deze serie medehoofdrolspeler Rebecca Schaeffer door een geobsedeerde fan werd doodgeschoten trad Dawber met haar collega-acteurs op in een tv-spot tegen geweld. In 1992 speelde ze met John Ritter samen in de film Stay tuned. Verder was ze actief in het theater, waaronder op Broadway.
Dawber is sinds 1987 getrouwd met acteur Mark Harmon en samen hebben ze twee kinderen. Zij werd aan hem voorgesteld door haar voormalige 'Mork & Mindy'-collega Gina Hecht.

## Trivia
- Dawber is woordvoerster voor de organisatie 'Big brothers and big sisters' in de VS.
- Dawber heeft samen met Harmon in 1996 een heldendaad verricht door een man uit een brandende wagen te redden.
- Dawber zat in de jaren 80 in de commissie die lerares Christa McAuliffe selecteerde voor een ruimtevlucht.
- In het 18e en 19e seizoen van de televisieserie NCIS, waarin Harmon een hoofdrol speelt, heeft Dawber een terugkerende gastrol.

- Bibliothèque nationale de France: cb141696499 (data)
- Gemeinsame Normdatei: 143983660
- International Standard Name Identifier: 0000 0001 1877 9460
- Library of Congress Control Number: n80058792
- SNAC: w69h8j1w
- Virtual International Authority File: 74061245
- WorldCat: E39PBJppFGbKtvDW3jC4VKDrMP